# Kismet
Kismet是一款模仿人头部的机器人，由麻省理工学院的Cynthia Breazeal博士在二十世纪九十年代制作，是研究机器能否辨认和模仿人的情感的一项实验。 Kismet 一词来自一个土耳其语单词，意为“命运”或“好运”。

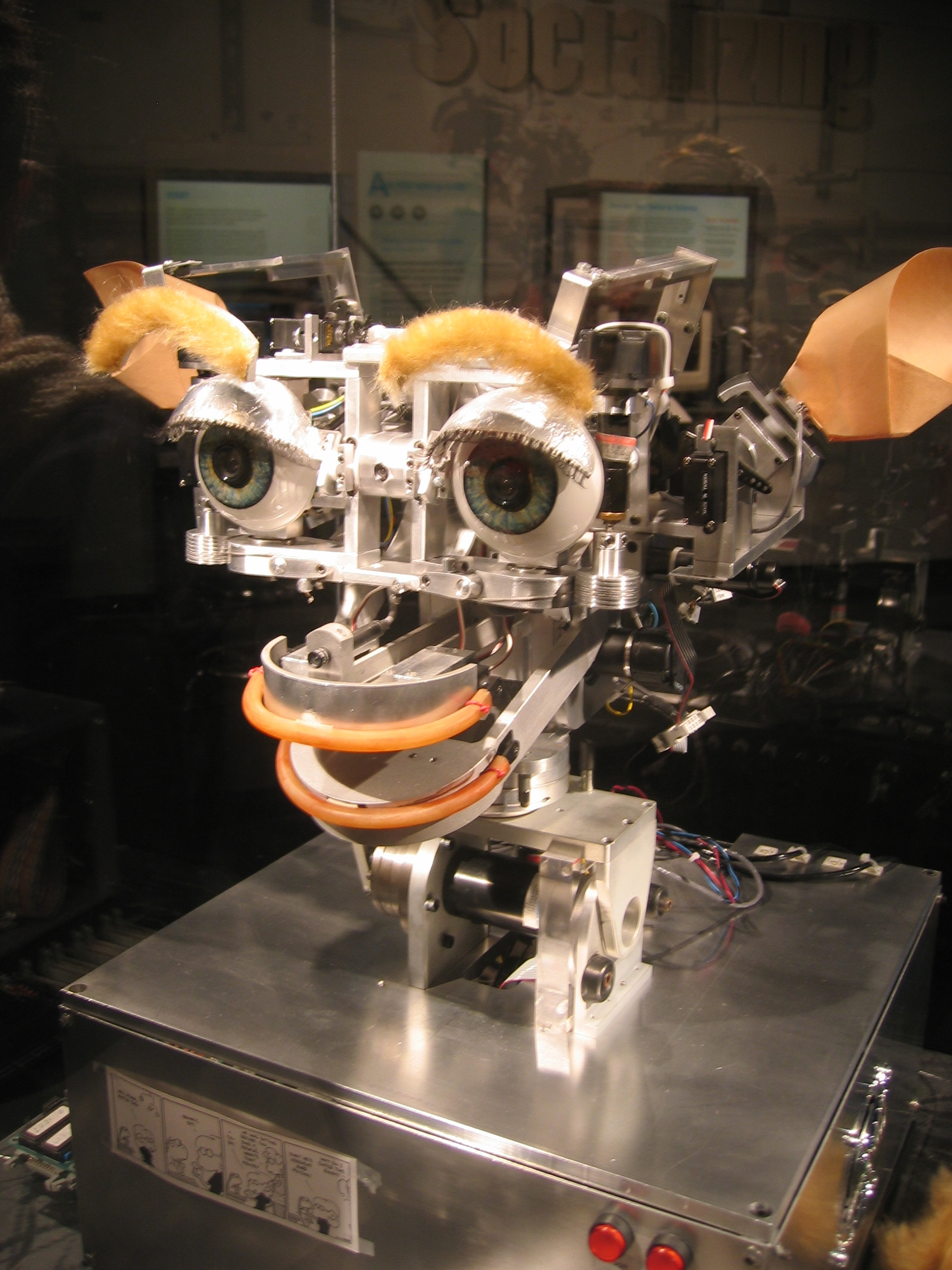
Kismet 现在放在美国Cambridge, Massachusetts的麻省理工学院博物馆。

## 硬件设计和架构
为了能使Kismet与人类正常地交流互动，它具有听觉，视觉和本体感受的能力输入设备。 Kismet通过各种面部的表情，会发声和移动来模拟人类的情绪。面部表情则是通过耳朵、眉毛、眼皮、嘴唇、下巴和头部的运动产生的。这些物质材料的成本估计为25,000美元。
此外，还有四个摩托罗拉68332处理器，九个400兆赫的计算机和一个500兆赫的计算机。

## 软件系统
Kismet的社交智能软件系统(SNS)是按人类智能行为的模型为基础而设计的。它包含如下六个子系统。

### 基本特征提取系统
该系统被用来处理来自相机和麦克风的原始视觉和听觉信息。 Kismet的视觉系统可以执行眼睛检测，运动检测，以及肤色检测(尽管有争议)。当Kismet移动头时，它会暂时禁用其运动检测系统，以避免检测自身的运动。它还使用立体相机来估计物体在其视野中的距离，例如检测威胁 - 迅速移动的大而近的物体。
Kismet的听觉系统主要是为了识别婴幼儿讲话中的情感。特别的，它可以检测五种不同类型的情感意图：批准，禁止，注意，安慰和中立。情感意图分类器处理步骤如下：从记录的语音样本中提取音调平均值和能量（音量）方差等低级特征。然后将情感意图的类别建模为高斯混合模型，并使用期望最大化算法将这些样本进行分类。分类是通过多个阶段完成的，首先将一个话语分为两个一般组（例如安慰/中立与禁止/关注/批准）之一，然后进行更详细的分类。这种系统架构显著提高了情感分类的性能，如“批准”（“你是一个聪明的机器人”）与“注意”（“嘿，Kismet，我在这里”）。

### 动机系统
Breazeal博士把自己与机器人的关系形容为“像幼儿与看守人的互动，我本人就是看守者，而机器人就像一个婴儿”。这概述了在一个学习框架内设置的人机关系，Breazeal博士为Kismet的发展提供了支撑。它提供了Kismet能力的展示机会，描述了情绪与表情，表达了机器人的“动机状态”，Brazeal博士说：“这是一种愤怒（笑）极度的愤怒，厌恶，兴奋，恐惧，这是幸福，这是一个兴趣，这个是悲伤，惊喜，这个是疲倦，这个在酣睡。
在任何时候，Kismet一次只能处于一种情绪状态。然而，Breazeal指出Kismet没有意识，所以没有触觉。

### 语言系统
Kismet用各种各样的音素说出初始语言，类似于婴儿的咿呀声。它使用DECtalk语音合成器，改变音高，时间，发音等来表达各种情绪。语调用于在问题和陈述式的话语之间变化。嘴形同步对现实化很重要，因此开发者使用动画策略：“简单是成功的嘴唇动画的秘诀”。因此，他们并不是完全模仿嘴唇的动作，而是“创造一个不受观众挑战的视觉short hand”。

## 友情链接
- 官方网站
- Description de Kismet （法文）